# 情定化城寺
情定化成寺，是由尚和歌仔戲劇團所演出的歌仔戲作品，該作品作為尚和歌仔戲劇團的年度大戲。2016年7月23日於高雄至德堂演出。2017年2月4日及2017年2月5日於台北市城市舞台演出。

## 作品內容
該作品是尚和歌仔戲劇團的最後一齣禪風大戲，故事在講述地藏菩萨金喬覺的故事。故事中，一名名為羅秋安的劇場清潔工，喜歡上了一齣即將上演的地藏王菩薩新戲，不料劇場內發生突發事件，羅秋安成了一名接替主角的接班人，並飾演金喬覺王子這名角色，排練時，飾演金喬覺的羅秋安進入地獄救援母親的過程中，他一路經過了奈何橋、孟婆亭、三生石，以及迎面而來的哭泣鬼魂。他慢慢的回想，原來自己就是地藏王菩薩。

## 角色
- 羅秋安／金喬覺　梁越玲 飾[4][6]
- 賢妃　林淑璟 飾[6]
- 彌勒導／彌勒佛／無名師父／布袋和尚　唐晟峰 飾[6]
- 諦聽　吳惠真 飾[6]
- 明香姬　張芳瑜 飾[6]
- 金興光／閔公　李淑惠 飾[6]
- 貞王后／閔青　蔡馨慧 飾[6]
- 黑鬼鬼　蔡瓊慧 飾[6]
- 白鬼鬼　李婉如 飾[6]
- 陳福保正　陳姿吟 飾[6]
- 皇子／無毒鬼王／獵夫阿勇　劉冠良 飾[6]

## 場次
| 場次 | 日期          | 時間            | 地點           |
| ---- | ------------- | --------------- | -------------- |
| 1    | 2016年7月23日 |                 | 高雄至德堂     |
| 2    | 2016年7月23日 |                 | 高雄至德堂     |
| 3    | 2017年2月4日  | 19時30分(UTC+8) | 台北市城市舞台 |
| 4    | 2017年2月5日  | 14時30分(UTC+8) | 台北市城市舞台 |

## 製作人員
- 導演：曾慧誠[1][7]
- 編劇：梁越玲[1][7]
- 音樂設計：梁啟慧[1][7]
- 燈光設計：車克謙[1][7]
- 舞台設計：張哲龍[1][7]
- 投影設計：徐逸君[1][7]
- 舞蹈設計：張雅婷[1][7]
- 武術指導：劉冠良[1][7]

## 外部連結
- 尚和歌仔戲劇團《情定化城寺》官方資訊頁面 （页面存档备份，存于）